# Jamshid Zokirov
Jamshid Karimovich Zokirov (uzb. cyr.: Жамшид Каримович Зокиров; ros.: Джамшид Каримович Закиров, Dżamszyd Karimowicz Zakirow; ur. 11 lipca 1948, zm. 7 kwietnia 2012 w Taszkencie) – uzbecki aktor filmowy i teatralny. W 1995 roku otrzymał nagrodę Zasłużonego Artysty Uzbekistanu.

## Filmografia
- 1969: Ulica trinadcati topolej
- 1984: Kelinlar qo'zg'oloni
- 1986: Objatije mieczti
- 1987: Pushaymon
- 1989: Barchan
- 1990: Temir xotin
- 1993: Sczastje moje, ty opłaczeno krowju
- 2007: Płatina
- 2009: Sled salamandry